# Dypsis boiviniana
Dypsis boiviniana là loài thực vật có hoa thuộc họ Arecaceae. Loài này được Baill. mô tả khoa học đầu tiên năm 1894.